# Eilema curviplaga
Teulisna curviplaga là một loài bướm đêm thuộc phân họ Arctiinae, họ Erebidae.